# BOOTS BOY
「BOOTS BOY」（ブーツ・ボーイ）はCOBRAの7枚目のシングル。

## 内容
ポニーキャニオン在籍最後の作品はオリコンチャート100位以内にランクインされたシングル。しかし、再結成後のEMIミュージックジャパン在籍であってもメジャーでのリリース最後のシングルとなった。

## 収録曲
全曲　作詞・作曲・編曲：COBRA
1. BOOTS BOY
2. おまえFOX